# 齿缘小红门兰
齿缘小红门兰（学名：Ponerorchis crenulata）也称齿缘红门兰，为兰科小红门兰属下的一个种，分佈於歐洲和中東。